# Columnella magna
Columnella magna är en mossdjursart som först beskrevs av Busk 1884.  Columnella magna ingår i släktet Columnella och familjen Farciminariidae.
Artens utbredningsområde är havet kring Nya Zeeland.

## Underarter
Arten delas in i följande underarter:
- C. m. magna
- C. m. voigti